# Arongan Lt
Arongan Lt is een bestuurslaag in het regentschap Aceh Utara van de provincie Atjeh, Indonesië. Arongan Lt telt 121 inwoners (volkstelling 2010).